# Aldea Spatzenkutter
Aldea Spatzenkutter o Spatzenkutter es una localidad y comuna de 1.ª categoría del distrito Palmar del departamento Diamante, en la provincia de Entre Ríos, República Argentina. 
La población de la localidad, es decir sin considerar el área rural, era de 263 personas en 1991 y de 275 en 2001. La población de la jurisdicción de la junta de gobierno era de 568 habitantes en 2001.
El diseño urbano de esta localidad está formada por dos calles principales, paralelas, de 25 m de ancho que corren en sentido oeste-este que nacen a la vera de la Ruta Provincial RP 11 y que tiene una extensión de 1 km cada una, estas a su vez están cruzadas perpendicularmente por 11 calles que forman las manzanas rectangulares de 96 m por 48 m, éstas están divididas por cuatro solares. En la principal arteria, avenida Alemanes del Volga, se pueden localizar la escuela n.º 6 Antártida Argentina, el centro de salud Maipú, La Junta de Gobierno, Correo, Obras Sanitarias, Museo y Plaza. Cabe destacar que sobre la calle Campo María se encuentra la iglesia Asunción de María.

## Fundación
Aldea Spatzenkutter, antiguamente llamada Campo María, fue oficialmente fundada el 21 de julio de 1878 por familias de alemanes del Volga. La junta de gobierno fue creada por decreto 955/1984 MGJE del 28 de marzo de 1984. Sus límites jurisdiccionales fueron fijados por decreto 1948/1987 MGJE del 23 de abril de 1987 y modificados por decreto 2349/1987 MGJE del 15 de mayo de 1987.

## Ubicación
Se ubica aproximadamente en el centro de la colonia General Alvear, contando toda su jurisdicción ocupa 74 chacras lo que representa una superficie de 3318 ha, contando las chacras y también la chacra 167 y 168 hacia donde se extiende la zona urbana. De esta superficie el 90% es apto para agricultura.

## Actividades económicas
La economía local está distribuida de diferentes maneras, principalmente relacionadas con la agricultura ya que existen pequeños, medianos y grandes productores agrícolas, que generan movimientos económico directo o indirecto tales como transportistas; además existen pequeñas y medianas empresas y comercios se pueden mencionar marmolerías, Panadería, Tienda, Minimercado, Agencia de Tómbola, Distribuidora, Criadero de Cerdos, Tornería y Regionales entre otros.

## Museo Alemanes del Volga
La Junta de Gobierno de Aldea Spatzenkutter ha hecho realidad la apertura de un museo alemán del Volga, denominado "Nuestras Raíces Alemanas". Durante un lustro el gobierno de la pequeña localidad entrerriana recolectó donaciones de vecinos, para construir una muestra que permite viajar en el tiempo hasta su fundación misma.
El Museo Alemán del Volga exhibe desde herramientas hasta vestimenta, pasando por ladrillos y cuadros. Funciona en un edificio histórico, la antigua escuela de la Aldea, que estuvo 51 años deshabitado. Abre los domingos, del mediodía hasta las 18. Para hacer una visita especial se podrá solicitar su apertura llamando al municipio, al 0343-4999107.

## Cementerio
El cementerio de la Aldea Spatzenkutter es el primero que fundaron los alemanes del Volga en Entre Ríos, en 1879. Las tumbas con más de un siglo tienen unas pesadas cruces de hierro características, hechas con moldes rusos. El cementerio fue declarado sitio histórico en 2020 por la Cámara de Senadores de Entre Ríos.

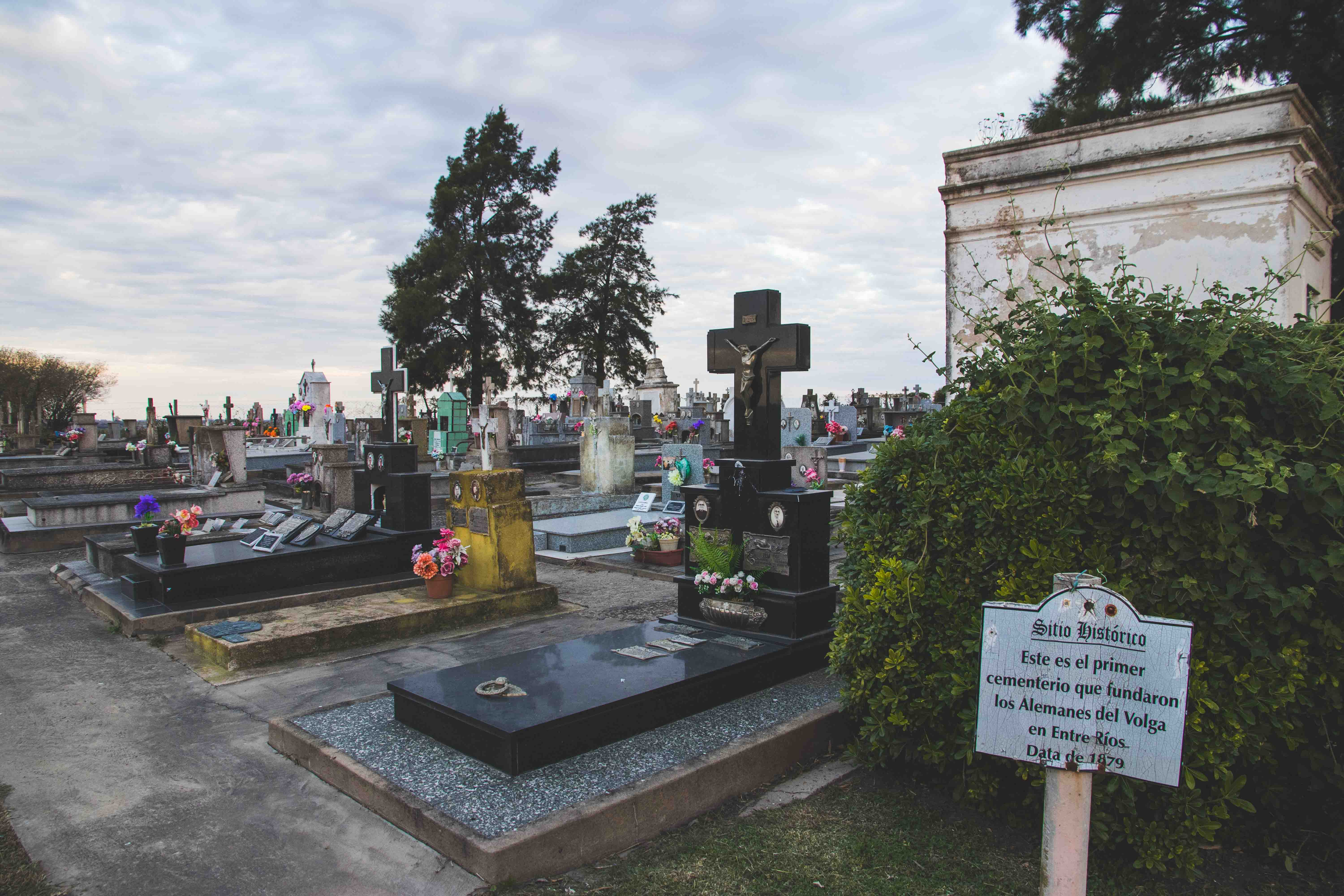
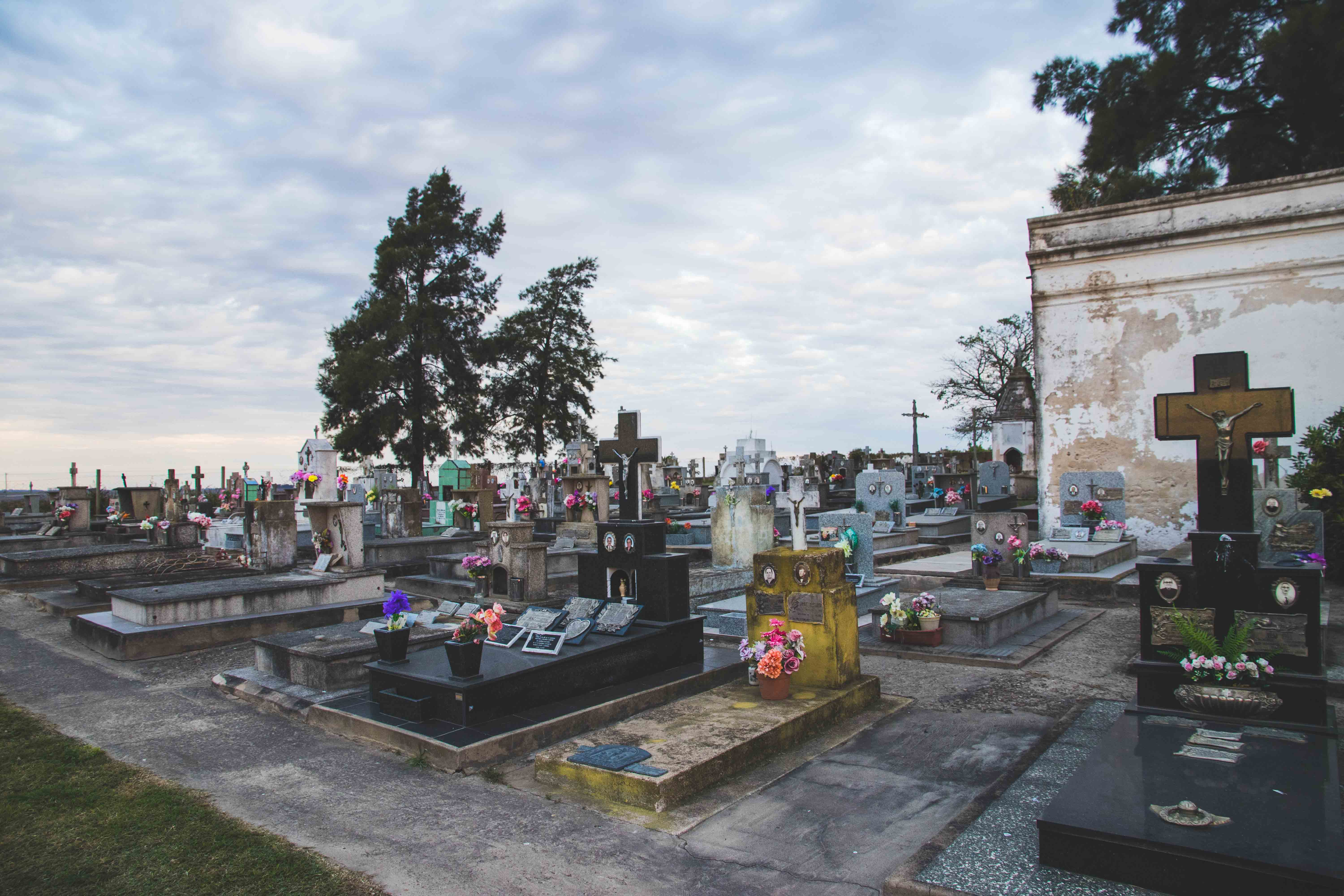
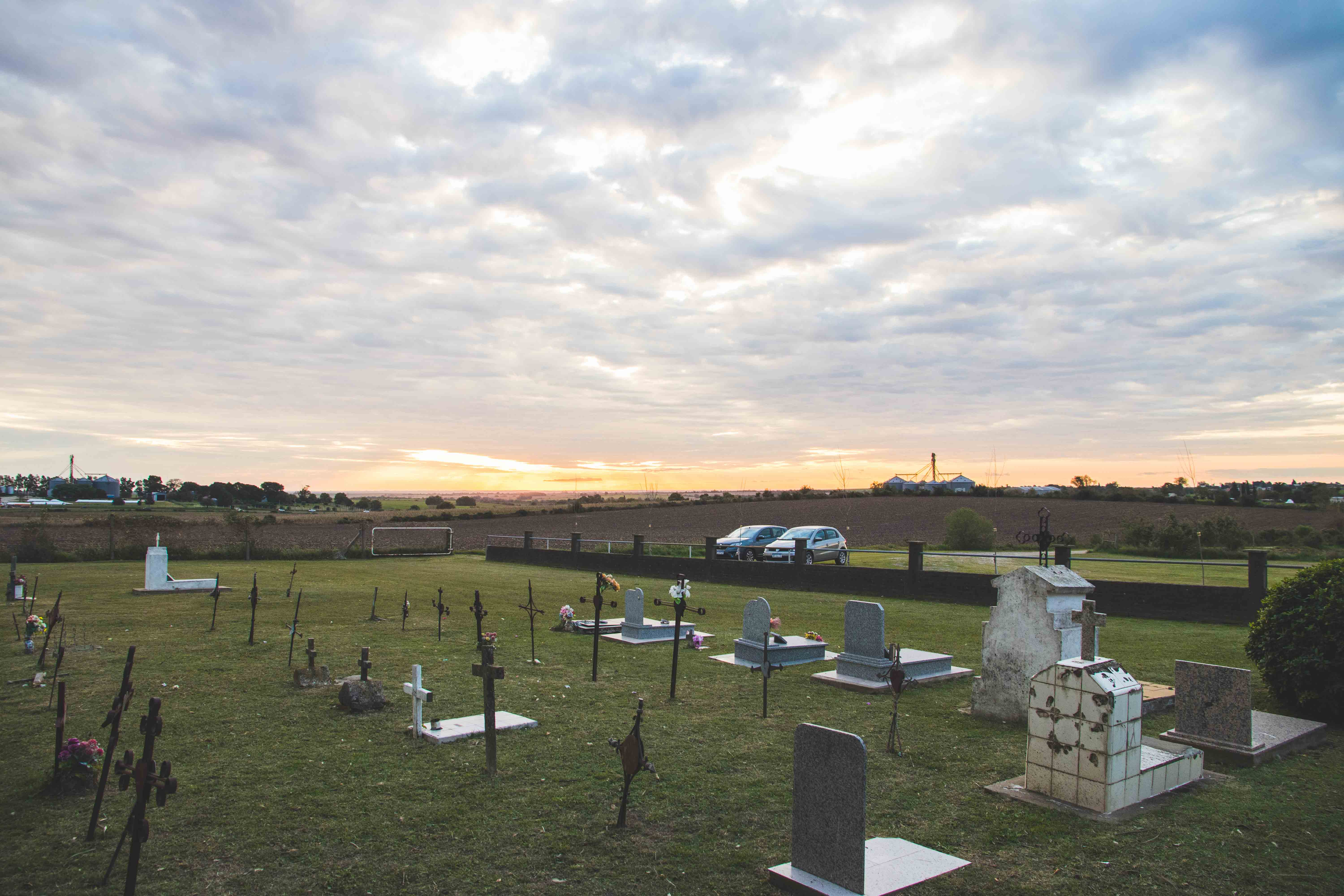
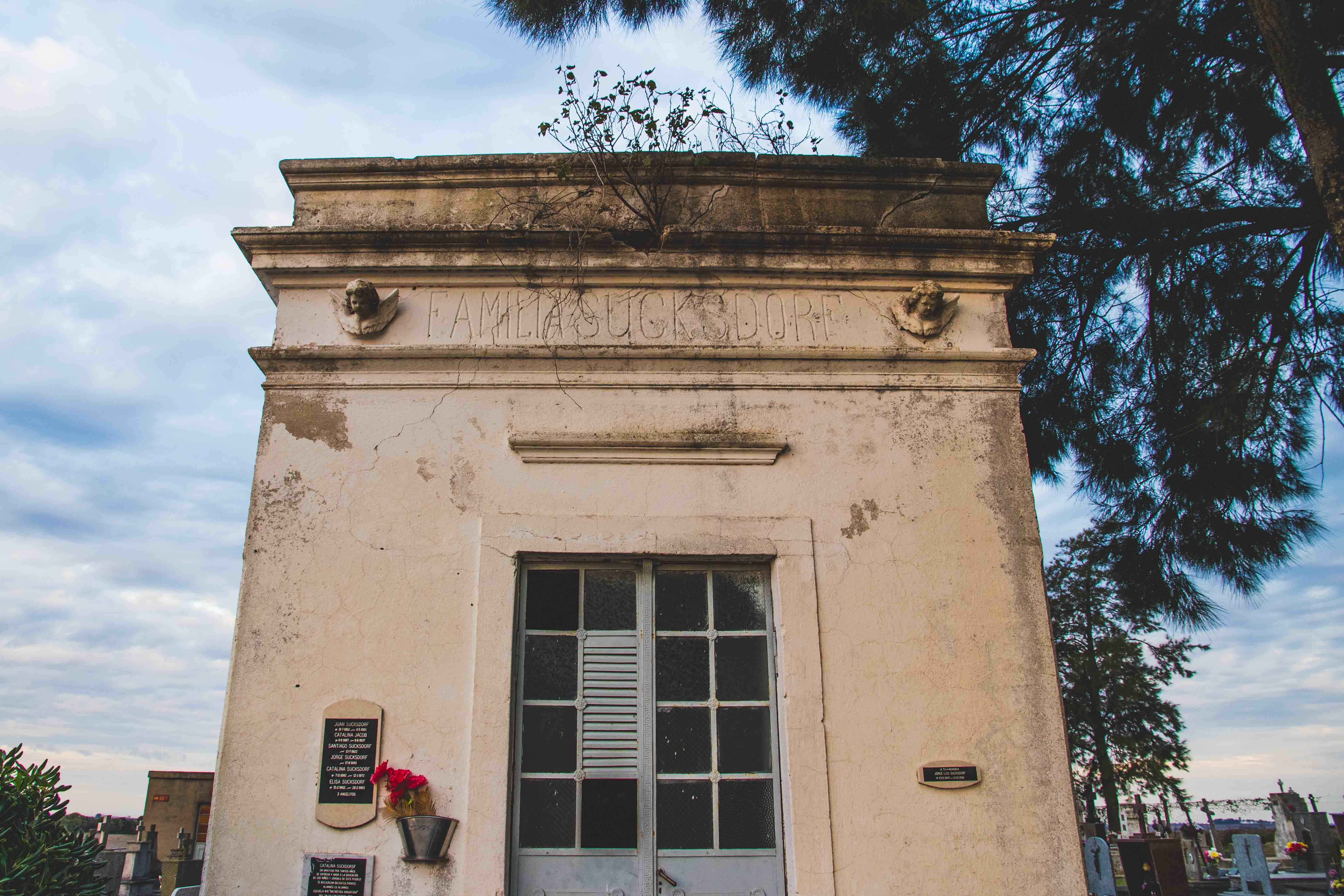
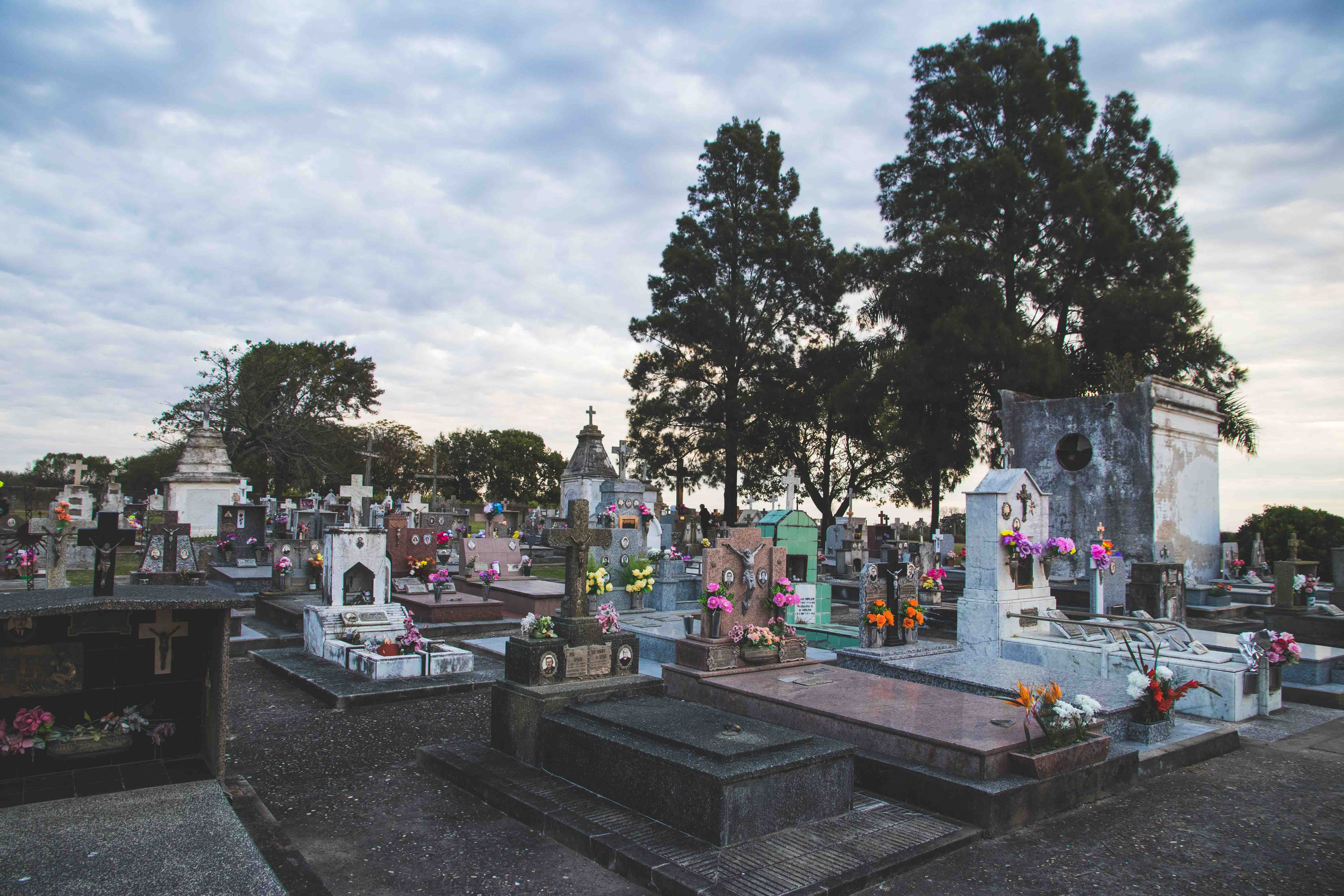
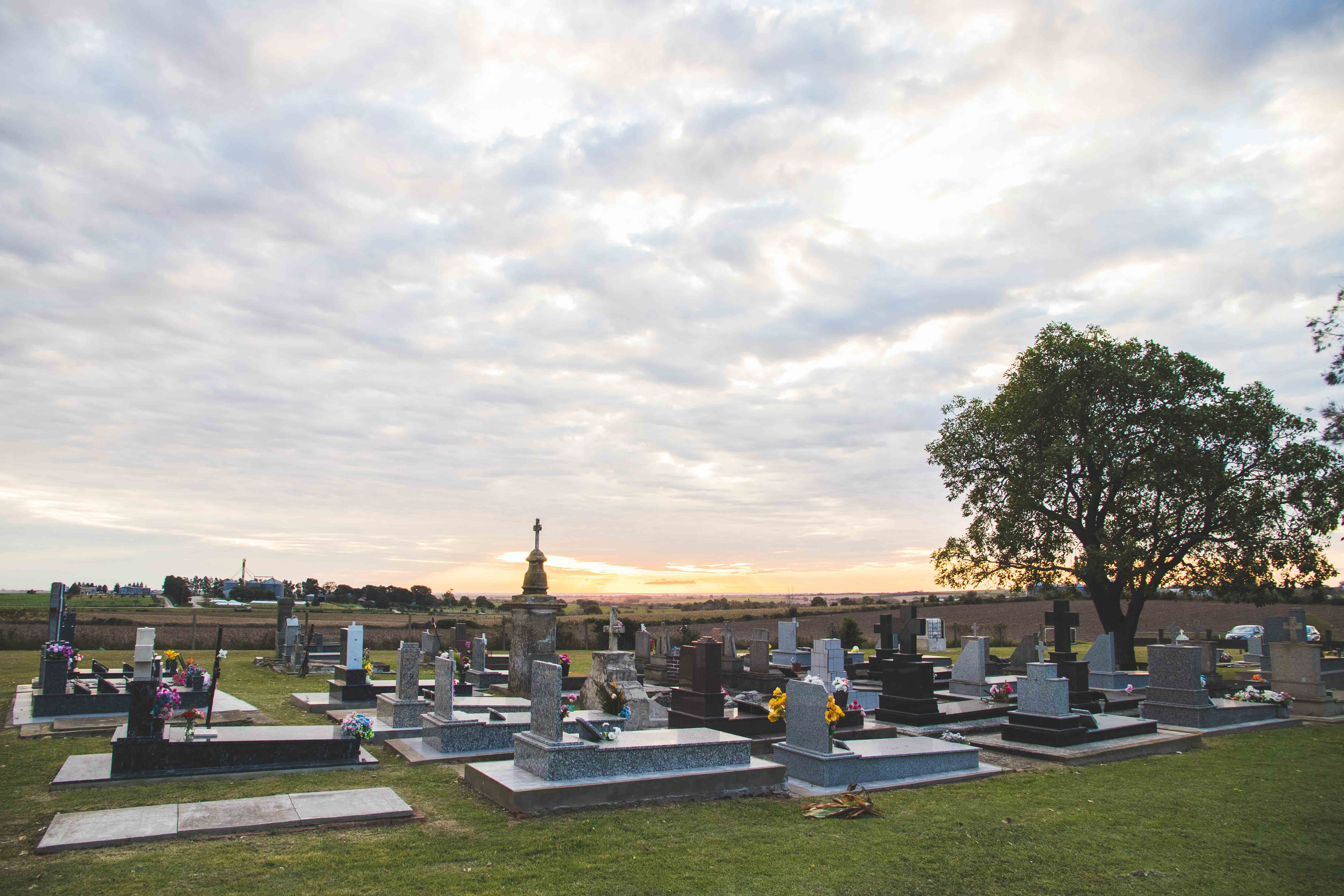
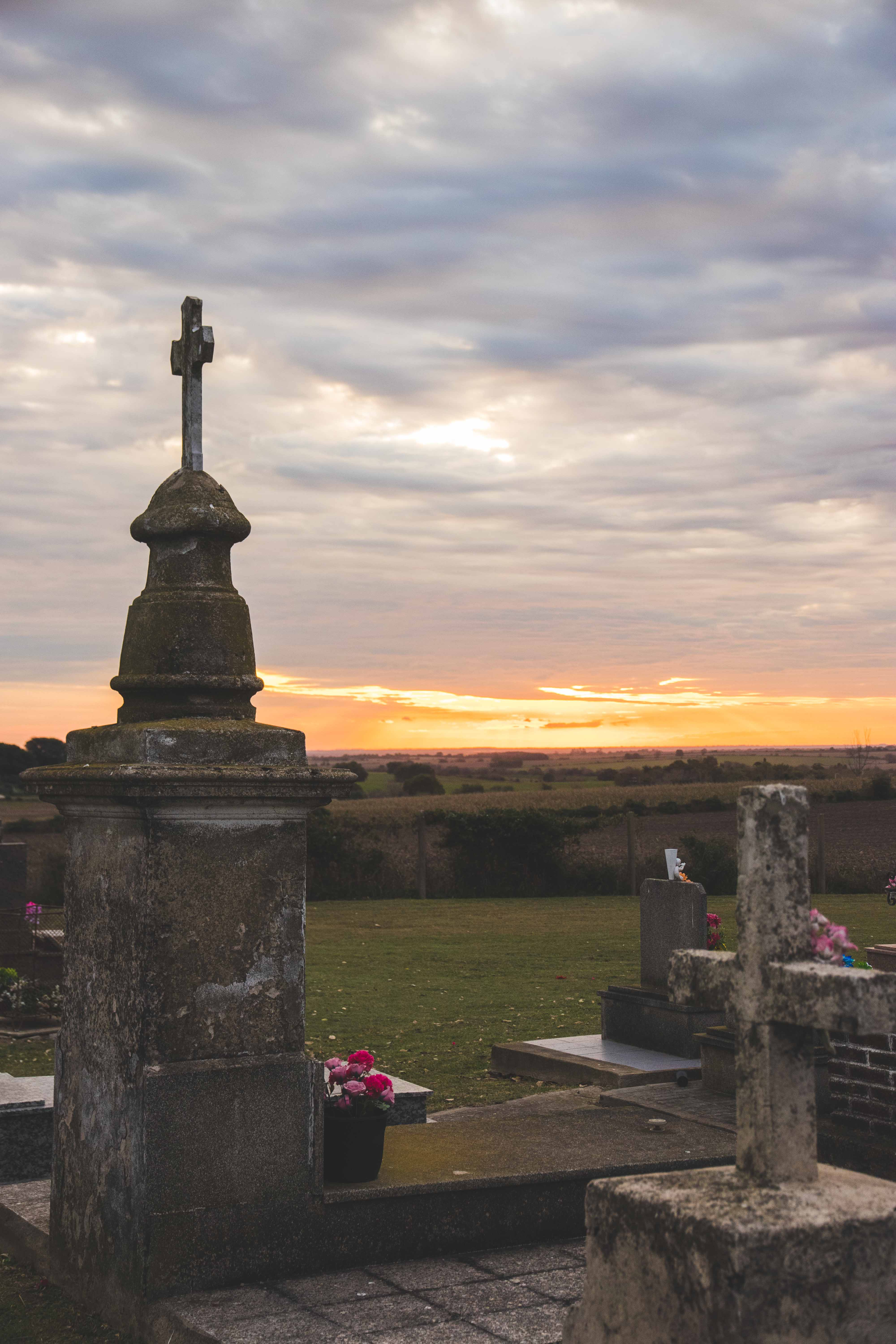
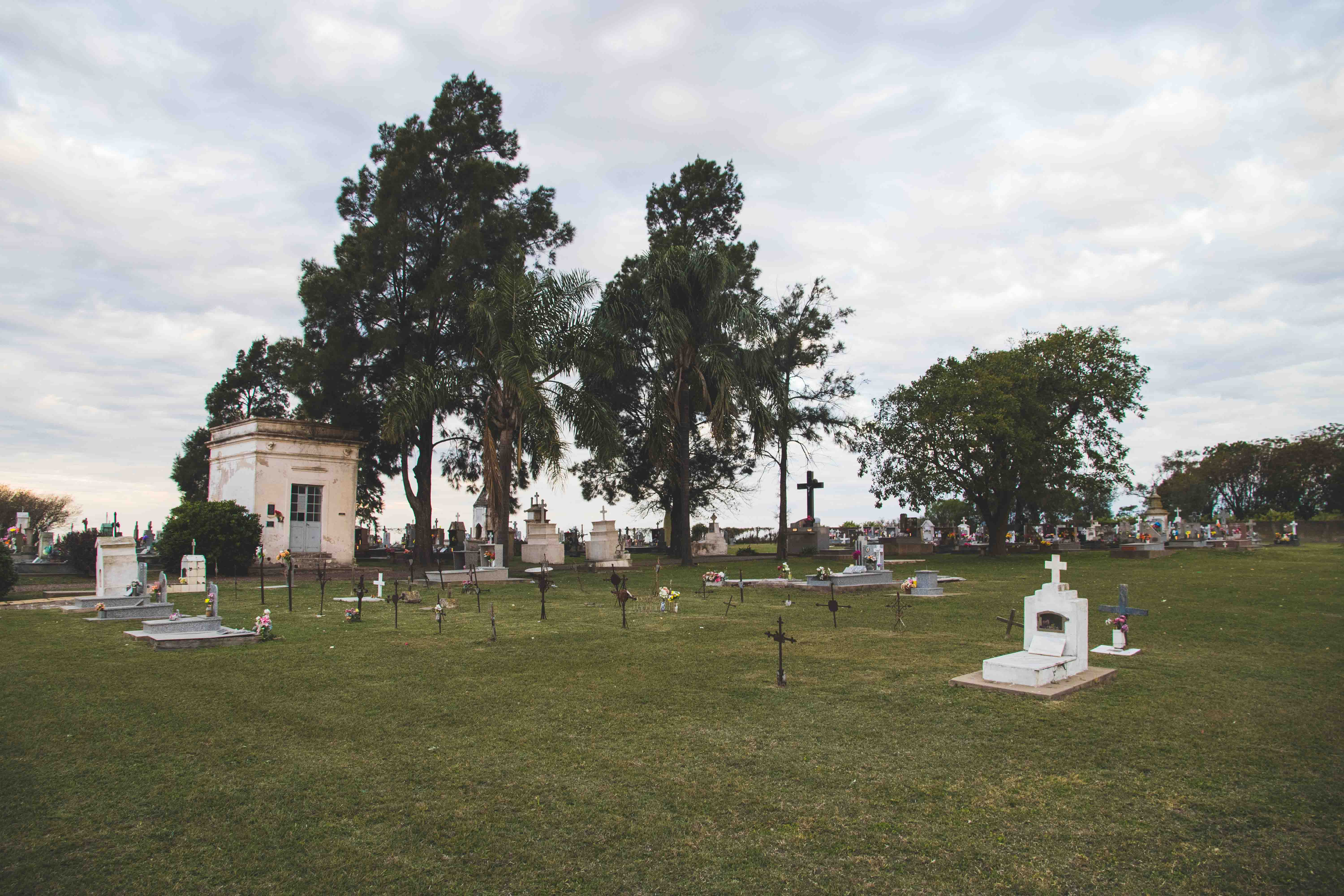

## Comuna
La reforma de la Constitución de la Provincia de Entre Ríos que entró en vigencia el 1 de noviembre de 2008 dispuso la creación de las comunas, lo que fue reglamentado por la Ley de Comunas n.º 10644, sancionada el 28 de noviembre de 2018 y promulgada el 14 de diciembre de 2018. La ley dispuso que todo centro de población estable que en una superficie de al menos 75 km² contenga entre 700 y 1500 habitantes, constituye una comuna de 1.ª categoría. La Ley de Comunas fue reglamentada por el Poder Ejecutivo provincial mediante el decreto 110/2019 de 12 de febrero de 2019, que declaró el reconocimiento ad referéndum del Poder Legislativo de 34 comunas de 1.ª categoría con efecto a partir del 11 de diciembre de 2019, entre las cuales se halla Aldea Spatzenkutter. La comuna está gobernada por un departamento ejecutivo y por un consejo comunal de 8 miembros, cuyo presidente es a la vez el presidente comunal. Sus primeras autoridades fueron elegidas en las elecciones de 9 de junio de 2019.